# Rosa Lund
Rosa Lund (født 4. december 1986, København) er en dansk politiker og medlem af Folketinget for Enhedslisten siden 2019. Rosa Lund sad første gang i Folketinget fra 2011 til 2015, og var desuden stedfortræder for Johanne Schmidt-Nielsen fra 2018-2019.

## Baggrund
Rosa Lund er opvokset på Nørrebro i indre København som datter af maskinmester Henrik Lund og cand.mag. Lene Torp.
Rosa Lund er uddannet fra Københavns Universitet med en bachelor i statskundskab fra 2016 og en kandidat i samfundsvidenskabelig jura fra 2018.

## Politisk karriere
Hun var formand for Danske Gymnasieelevers Sammenslutning i perioden 1. juli 2006 til 30. juni 2007. Hun gik på Metropolitanskolen fra 2003 og fik sin studentereksamen derfra tre år senere i 2006. Rosa Lund har også tidligere arbejdet som pædagogmedhjælper på Murergårdens integrerede institution.
Lund var i løbet af efteråret 2006 talsmand for Velfærd til Alle-initiativet, og hendes formandsperiode var i det hele taget stærkt præget af DGS' involvering i velfærdsspørgsmålet. Dog stod Rosa Lund og DGS også i spidsen for de massive protester i november 2006, da Dagbladet Politiken kunne afsløre, at regeringen havde sneget markante besparelser ind i finanslovsforslaget for 2007, og det lykkedes at få tilført gymnasieområdet flere penge efter at undervisningen var blevet nedlagt på over halvdelen af de danske gymnasier.
Flere gange i hendes formandsperiode er hun blevet kritiseret af bl.a. Venstres Ungdom, der mener, at hun kæmper "venstrefløjens kamp mod Anders Fogh". Af samme årsag har de gentagne gange varslet, at de ville etablere en ny organisation for gymnasieelever, der skulle være partipolitisk neutral, men disse planer har i skrivende stund ikke resulteret i stiftelsen af en ny organisation.
Ved Socialistisk UngdomsFronts landsmøde i april 2008 blev Rosa Lund valgt til SUF's Landsledelse. 
I 2009 var hun opstillet ved Kommunalvalget i 2009 i Københavns Kommune for Enhedslisten.
I valgkampen forud for for folketingsvalget den 15. september 2011 blev hendes erklærede støtte til PFLP og FARC, der begge er registreret som terrororganisationer. Rosa Lund erklærede i denne forbindelse:
| Citat | Det er legitimt at gøre modstand mod Israels ulovlige besættelse af de palæstinensiske områder, og det er legitimt at gøre modstand i Colombia. Men jeg tager afstand fra de metoder, som de to organisationer bruger." | Citat |
|       | |       |

Ved folketingsvalget 2011 blev hun indvalgt for Enhedslisten i Københavns Storkreds, hvor hun var opstillet som nr. 2 på Enhedslistens kandidatliste; nr. 1 var Johanne Schmidt-Nielsen. Efter folketingsvalget i september 2011 blev hun Uddannelsesordfører, Daginstitutionsordfører og Familieordfører for Enhedslisten. I 2013 kunne hun tilføje Forskningsordfører.
Ved folketingsvalget 2015 mistede hun sin plads i Folketinget men blev genvalgt ved valget i 2019. I 2018-19 var hun desuden stedfortræder i Folketinget for Johanne Schmidt-Nielsen. Hun er Enhedslistens demokratiordfører, integrationsordfører, retsordfører og udlændingeordfører.
I 2018 stod Rosa Lund frem og fortalte, at hun lider af sklerose.

## Bøde
I oktober 2007 deltog Rosa Lund i husbesættelsen Aktion G13, hvor hun brød ind på en privat ejendom i København og blev anholdt af politiet. Aktionen var et svar på rømningen af Ungdomshuset på Jagtvej 69 i marts 2007. Hun blev efterfølgende pålagt en bøde på 750 kr. for ulovlig indtrængen efter straffelovens paragraf 264.
Da Rosa Lund som uddannelsesordfører og folketingsmedlem for Enhedslisten i 2012 blev interviewet til MetroXpress om lovbruddet, sagde hun: 
| Citat | Det er lidt svært at svare på, om jeg vil gøre noget ulovligt igen. Det kommer an på sagen. Hvis der er mennesker, der bliver uretfærdigt behandlet, for eksempel asylansøgere, så kan det være nødvendigt at bryde loven. | Citat |
|       | |       |

## Ekstern henvisning
- Rosa Lunds hjemmeside Arkiveret 18. december 2014 hos  Wayback Machine